# Janów (powiat turecki)
Janów – wieś w Polsce położona w województwie wielkopolskim, w powiecie tureckim, w gminie Brudzew.
Miejscowość położona jest w północno-wschodniej części gminy Brudzew, około 5 kilometrów od Brudzewa. Janów leży przy drogach powiatowych Turek-Koło, Koło-Kozubów, a także przy autostradzie A2, która podzieliła wieś na dwie części.
Wieś ma powierzchnię 551 ha. W 2005 roku zamieszkiwało ją 238 osób.
Przez Janów przepływa rzeka Teleszyna. Od północnej strony wieś graniczy z rzeką Wartą. Grunty Janowa graniczą z Kwiatkowem, Głowami i Cichowem, a także Dobrowem z sąsiedniej gminy Kościelec.
Nazwa wsi pochodzi od imienia męskiego Jan. Legenda głosi, że dawny właściciel tych ziem przed swoją śmiercią podzielił swe dobra między dzieci – Jana i Praksedę, nazywając te wsi odpowiednio Janowem i Praksedowem, który obecnie wchodzi w skład sołectwa Janów.

## Historia
Janów to wieś poniemiecka, gdzie po wojnie zamieszkało wielu przesiedleńców z kresów wschodnich. We wsi istniał cmentarz ewangelicki, został on jednak zniszczony w wyniku pozyskiwania z terenu cmentarza żwiru i piasku, fragmenty nagrobków były natomiast wykorzystywane do wykładania podwórek oraz jako fragmenty fundamentów i ogrodzeń.
W latach 1975–1998 miejscowość należała administracyjnie do województwa konińskiego.

## Ochotnicza Straż Pożarna
We wsi funkcjonuje, założona w 1946 roku, jednostka Ochotniczej Straży Pożarnej.
Oddział posiada własną, wybudowaną w 1958 roku, remizę strażacką.

## Szkoła
Do 2000 roku we wsi funkcjonowała trzyklasowa szkoła podstawowa, do której uczęszczały dzieci z Janowa i Głów. Po likwidacji placówki dzieci zaczęły uczęszczać do szkoły podstawowej w Koźminie.
Obecnie budynek byłej szkoły stoi niezagospodarowany.